# Nieszpory sycylijskie (opera)
Nieszpory sycylijskie (wł. I Vespri Siciliani; fr. Les vêpres siciliennes) – opera Giuseppe Verdiego w pięciu aktach z 1855 roku.

## Osoby
- Guy de Montfort – baryton;
- Henri (Arrigo) – tenor;
- Księżniczka Helena – sopran;
- Jean Procida – bas;
- Ninetta – alt;
- Danieli – tenor;
- Pan de Bethune – bas;
- Hrabia de Vaudemont – bas;
- Thibaut – tenor;
- Robert – baryton;
- Mainfroid – tenor.

## Akt I
Akcja toczy się w Palermo, w 1282. 
Francuska armia zajęła Sycylię i w Palermo władzę sprawuje książę de Montfort. Jeden z francuskich żołnierzy (Robert) zmusza wychodzącą z kościoła księżniczkę Helenę do zaśpiewania piosenki. Helena, odziana w żałobę po bracie zabitym z rozkazu Francuzów, śpiewa starą sycylijską pieśń wolności. Kiedy pojawia się de Montfort, prawie wszyscy Sycylijczycy kryją się. Na placu przed kościołem pozostają jedynie Helena, Ninetta i Danieli oraz Arrigo, zakochany w księżniczce Helenie. Zaskoczony de Montfort próbuje pozyskać jego przyjaźń, ale na próżno.

## Akt II
Arrigo przyrzeka Helenie, że pomści śmierć jej brata. Po długim wygnaniu do Palermo powraca Procida, sycylijski patriota. Kiedy widzi, że żołnierze zabierają Arriga do pałacu de Montforta, chce dać sygnał do rozpoczęcia powstania. Sycylijczyków nie trzeba zresztą do niego zachęcać, zwłaszcza że podczas wesela Francuzi usiłują uprowadzić sycylijskie dziewczęta.

## Akt III
Odsłona 1
De Montfort ze zdziwieniem dowiaduje się z listu od niedawno zmarłej żony, że Arrigo jest jego synem. Arrigo nie potrafi jednak okazać miłości, odpycha ojca i ucieka w rozpaczy.
Odsłona 2
W czasie balu Helena i Procida chcą zabić księcia de Montfort. W chwili gdy Helena rzuca się ze sztyletem na niego, Arrigo osłania ojca i zamach nie dochodzi do skutku. Sycylijczycy przeklinają Arriga jako zdrajcę.

## Akt IV
Arrigo odwiedza w więzieniu Helenę i wyjaśnia motywy swojego postępowania, a ona mu wybacza. Spiskowcy zostają skazani na śmierć i Arrigo chce umrzeć razem z nimi, chyba że ojciec zechce ułaskawić skazanych. De Montfort stawia warunek, Arrigo ma uznać w nim ojca. Sycylijczycy zostają uwolnieni.

## Akt V
Arrigo i Helena mają nadzieję, że ich małżeństwo doprowadzi do pojednania. Tymczasem Procida wtajemnicza Helenę w swój plan, kiedy zabrzmi dzwon wzywający na nieszpory, Sycylijczycy zaatakują nie spodziewających się tego Francuzów. Przerażona Helena decyduje się nie iść do ołtarza, aby nie rozległ się głos weselnego dzwonu. Arrigo przeklina rzekomo niewierną Helenę, ale de Monfort wydaje rozkaz rozpoczęcia uroczystości i rozbrzmiewa sygnał dzwonu. Rozpoczyna się powstanie.
Ze wszystkich zaułków wypadają Sycylijczycy i mordują Francuzów.